# Startsladden
Startsladden är ett svenskt kortfilmspris, som årligen utdelas till den utvalda årets bästa svenska kortfilm vid Göteborg International Film Festival sedan 2004.

## Översikt
Startsladden-priset instiftades 2004 av ett flertal parter inom svensk filmproduktion för att vara ett uppmuntrande stöd för vinnaren att möjliggöra en ny större filmproduktion, då priset består av en summa pengar och praktiska resurser för produktion motsvarande ett totalt värde av cirka 900 000–1 miljon kronor (2012), och därmed är det värdemässigt ett av de allra största filmpriserna i världen. Dessutom visas vinnarfilmen i SVT. Namnet på priset kommer av den enfärgade bit filmremsa, som används för att mata in den efterföljande filmen i en filmprojektor.
Varje år nomineras åtta filmer och vinnaren utses sedan av en jury av filmpersoner och representanter för prisutdelarparterna. Parterna bakom prissumman är: Svenska filminstitutet (100 000 kronor), Sveriges Television (50 000 kronor), Filmregion Stockholm-Mälardalen / Filmpool Mitt (10 000 kronor), Filmpool Nord, Film i Väst, Folkets Bio, Svensk filmindustri och – största delen – praktiska produktionsresurser från medlemsbolag i den ekonomiska föreningen Resursföretagen för Film & TV i Sverige (branschorganisation för Sveriges filmteknik- och underleverantörbolag till landets film- och TV-produktion). Dessutom delar Teaterförbundet samtidigt ut ett stipendium à 8000 kronor till någon av medarbetarna i det vinnande filmteamet. Priserna utdelas vid en gala i slutet av januari som en del i Göteborgs filmfestival.

## Vinnarfilmer
Följande filmer har tilldelats Startsladden. Regissören anges inom parentes.
- 2004 – Eiffeltornet (Niklas Rådström)
- 2005 – En god dag (Per Hanefjord)
- 2006 – Aldrig som första gången! (Jonas Odell)
- 2007 – Kommer hem (Jonas Holmström och Jonas Bergergård)
- 2008 – Istället för Abrakadabra (Patrik Eklund)
- 2009 – Mitt liv som trailer (Andreas Öhman)
- 2010 – Nudisten (My Sandström)
- 2011 – Las Palmas (Johannes Nyholm)
- 2012 – Dance music now (Johan Jonason)
- 2013 – Gabriel och lasermannen (Babak Najafi)
- 2014 – Pussy Have the Power (Lovisa Sirén)
- 2015 – Värn (John Skoog)
- 2016 – Hopptornet (Axel Danielson och Maximilien Van Aertryck)
- 2017 – Min börda (Niki Lindroth von Bahr)
- 2018 – Götaplatsen #flerochfler (Shahab Mehrabi)
- 2019 – Ingen lyssnar (Elin Övergraad)
- 2020 – Daddy's Girl (Julia Lindström)
- 2021 – The Expected (Carolina Sandvik)
- 2022 – Bromance (SaraKlara Hellström)
- 2023 – Madden (Malin Ingrid Johansson)
- 2024 – En hjältes död (Karin Franz Körlof)[1]
- 2025 – True Artist (Viktor Johansson) [2]